# Nordkapp (nave da crociera)
La Nordkapp è una nave da crociera costruita nel 1996 nel cantiere norvegese Kleven Verft AS per Ofotens og Vesteraalens Dampskibsselskab per essere inserita nella flotta del servizio di traghetti Hurtigruten, attivo lungo l'intera costa norvegese (da Bergen fino al confine russo, sostando anche nei pressi Capo Nord. Dal 2005 la Nordkapp è utilizzata per crociere in Antartide durante l'estate dell'emisfero australe, per tornare al servizio norvegese durante l'estate dell'emisfero boreale.
Nel gennaio 2007, la nave si è arenata al largo dell'Isola Deception, nell'arcipelago delle Isole Shetland Meridionali, ma senza riportare danni.

## Navi gemelle
- Polarlys
- Nordnorge